# Dennebrœucq
Dennebrœucq est une commune française située dans le département du Pas-de-Calais en région Hauts-de-France. Ses habitants sont appelés les Dennebrœucquois.
La commune fait partie de la communauté d'agglomération du Pays de Saint-Omer qui regroupe 53 communes et compte 104 937 habitants en 2021.

## Géographie

### Localisation
Localisée dans le centre du département du Pas-de-Calais, Dennebrœucq est une commune de la vallée de la Lys située, à vol d'oiseau, à 7 km au nord de la commune de Fruges et à 20 km au nord-ouest de la commune de Saint-Omer (chef-lieu d'arrondissement).
Le territoire de la commune est limitrophe de ceux de quatre communes.
Les communes limitrophes sont Coyecques, Mencas, Reclinghem et Audincthun.

### Géologie et relief
La superficie de la commune est de 3,73 km2 ; son altitude varie de 53  à   140 m.

### Hydrographie
Le territoire de la commune est situé dans le bassin Artois-Picardie.
La commune est traversée par sept cours d'eau :
- la Lys, d'une longueur de 134,01 km, qui prend sa source dans la commune de Lisbourg, dans le département du Pas-de-Calais, et se jette dans l'Escaut au niveau de la commune de Gand, en Belgique[4] ;
- le ruisseau de la rivièrette, d'une longueur de 3,41 km, qui prend sa source dans la commune de Radinghem, se jette dans la Lys au niveau de la commune[5].
- le ruisseau la fontaine bénite, d'une longueur de 3,1 km, qui prend sa source dans la commune de Audincthun, se jette dans la Lys au niveau de la commune[6].
- le fossé wandonne, d'une longueur de 1,65 km, qui prend sa source dans la commune et se jette dans la Lys au niveau de la commune[7].
- le Riotte, d'une longueur de 1,53 km, qui prend sa source dans la commune de Reclinghem, et se jette dans la Lys au niveau de la commune[8].
- le Dennebroeucq, d'une longueur de 0,86 km, qui prend sa source dans la commune de Reclinghem, et se jette dans la Lys au niveau de la commune[9] ;
- la ferme de Malfiance, d'une longueur de 0,91 km[10].

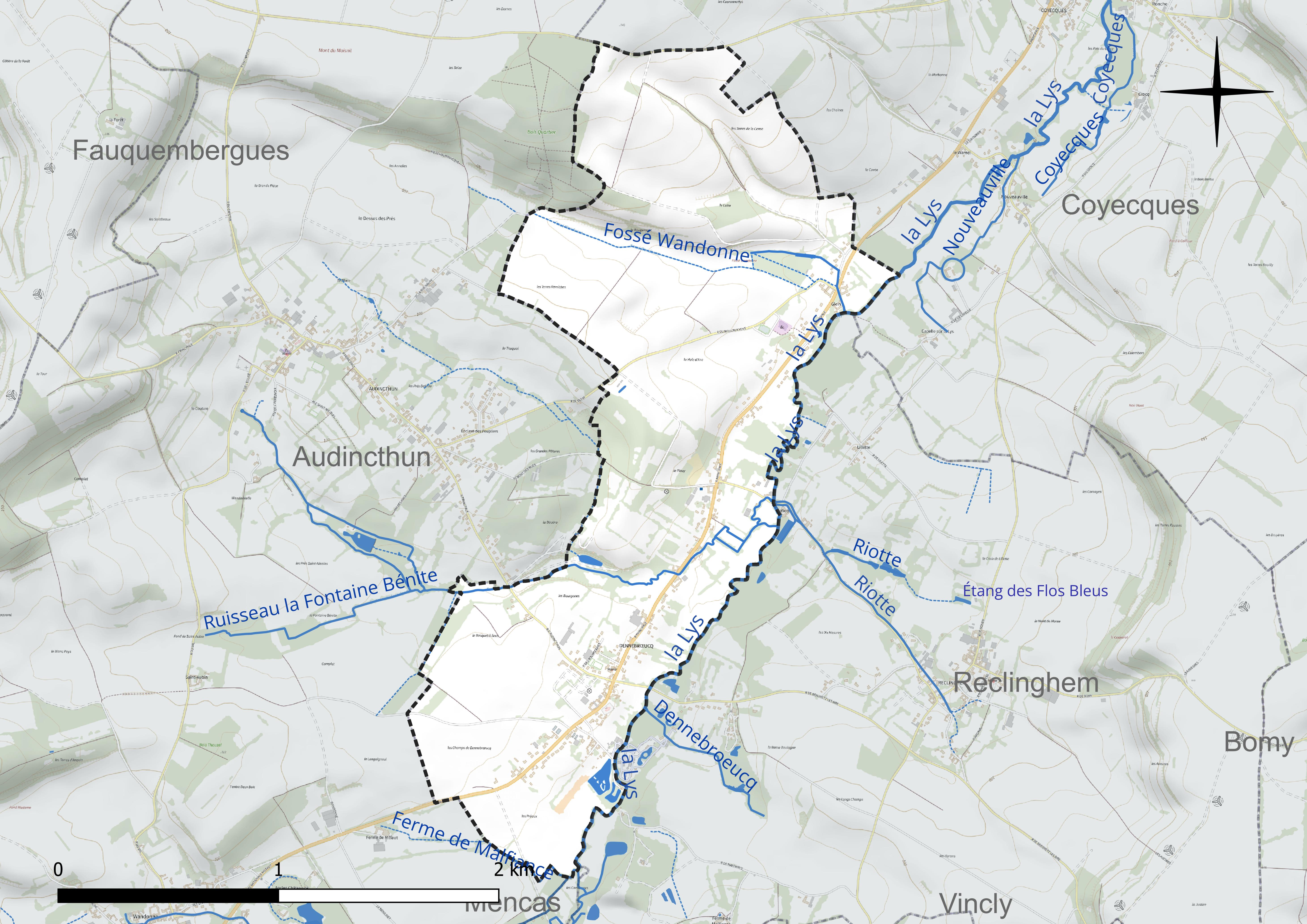
Réseau hydrographique de Dennebrœucq.

### Climat
Pour des articles plus généraux, voir Climat des Hauts-de-France et Climat du Pas-de-Calais.
En 2010, le climat de la commune est de type climat océanique altéré, selon une étude du CNRS s'appuyant sur une série de données couvrant la période 1971-2000. En 2020, Météo-France publie une typologie des climats de la France métropolitaine dans laquelle la commune est exposée à un climat océanique et est dans la région climatique Côtes de la Manche orientale, caractérisée par un faible ensoleillement (1 550 h/an) ; forte humidité de l’air (plus de 20 h/jour avec humidité relative > 80 % en hiver), vents forts fréquents.
Pour la période 1971-2000, la température annuelle moyenne est de 10,2 °C, avec une amplitude thermique annuelle de 13,4 °C. Le cumul annuel moyen de précipitations est de 910 mm, avec 12,9 jours de précipitations en janvier et 8,5 jours en juillet. Pour la période 1991-2020, la température moyenne annuelle observée sur la station météorologique la plus proche, située sur la commune de Radinghem à 4 km à vol d'oiseau, est de 10,5 °C et le cumul annuel moyen de précipitations est de 1 038,1 mm,. Pour l'avenir, les paramètres climatiques de la commune estimés pour 2050 selon différents scénarios d'émission de gaz à effet de serre sont consultables sur un site dédié publié par Météo-France en novembre 2022.
| Mois                                  | jan.             | fév.           | mars          | avril           | mai             | juin           | jui.           | août           | sep.          | oct.            | nov.            | déc.           | année      |
| ------------------------------------- | ---------------- | -------------- | ------------- | --------------- | --------------- | -------------- | -------------- | -------------- | ------------- | --------------- | --------------- | -------------- | ---------- |
| Température minimale moyenne (°C)     | 1,6              | 1,6            | 3,3           | 5               | 8               | 10,8           | 12,9           | 13,1           | 10,8          | 8,1             | 4,8             | 2,2            | 6,8        |
| Température moyenne (°C)              | 4                | 4,4            | 6,8           | 9,4             | 12,4            | 15,2           | 17,4           | 17,7           | 14,9          | 11,4            | 7,4             | 4,5            | 10,5       |
| Température maximale moyenne (°C)     | 6,4              | 7,1            | 10,2          | 13,8            | 16,8            | 19,6           | 22             | 22,2           | 19            | 14,7            | 9,9             | 6,9            | 14         |
| Record de froid (°C) date du record   | −13,8 02.01.1997 | −14,6 04.02.12 | −10 04.03.05  | −3,8 02.04.1996 | −0,7 05.05.1996 | 1,4 02.06.1991 | 5,7 07.07.1996 | 6,6 13.08.1993 | 3 17.09.1994  | −4,3 29.10.1997 | −7,8 23.11.1998 | −12,3 18.12.10 | −14,6 2012 |
| Record de chaleur (°C) date du record | 15 01.01.22      | 18,4 26.02.19  | 23,2 31.03.21 | 25,5 20.04.18   | 30,2 27.05.05   | 32,8 21.06.17  | 40,4 25.07.19  | 36,7 10.08.03  | 32,1 09.09.23 | 28,1 01.10.11   | 20 01.11.15     | 15,7 30.12.22  | 40,4 2019  |
| Précipitations (mm)                   | 97,7             | 84,7           | 71,6          | 60,1            | 69,5            | 70,3           | 72,9           | 83,6           | 76,9          | 107,8           | 118,6           | 124,4          | 1 038,1    |

### Paysages
Pour un article plus général, voir Paysage en France.
La commune s'inscrit dans les « paysages des hauts plateaux artésiens » tels qu’ils sont définis dans l’atlas de paysages de la région Nord-Pas-de-Calais, conçu par la direction régionale de l'Environnement, de l'Aménagement et du Logement (DREAL),.
Ces paysages, qui concernent 77 communes du Pas-de-Calais, se situent à l'extrémité ouest des collines de l'Artois qui traversent le Pas-de-Calais d'Arras au Boulonnais. L'altitude de ces paysages dépassent les 180 mètres. Ces dimensions sont modestes, d'une quinzaine de kilomètres du sud-est au nord-ouest et d'une vingtaine de kilomètres dans sa dimension la plus grande.
Ces « paysages des hauts plateaux artésiens », appelés aussi « Haut Artois », se caractérisent par trois ensembles écopaysagers : 
- l'ensemble mésophile ouvert du plateau artésien calcaire ;
- l'ensemble alluvial des fonds de vallée de la Lys et de l'Aa ;
- l'ensemble calcicole des versants calcaires des vallées[18].

Le « Haut Artois » dispose d'une importante densité de corridors biologiques bien interconnectés.
Dans le « Haut Artois », pas de villes, c'est une des rares terres rurales de la région, les communes les plus importantes sont, du nord au sud, Lumbres, Fauquembergues et Fruges. Le « Haut Artois », drainé par l'Aa et la Lys, constitue le sommet de l'anticlinal artésien, paysage ventée, froid et aux précipitations importantes qui en font le château d'eau régional.
Leș cultures représentent environ 60 % des sols, les prairies entre 26 et 27 %, les bois de 5 à 8 % et les villages et bourgs de 5 à 8 %, l'industrie y est peu présente.

### Milieux naturels et biodiversité

#### Zones naturelles d'intérêt écologique, faunistique et floristique
L’inventaire des zones naturelles d'intérêt écologique, faunistique et floristique (ZNIEFF) a pour objectif de réaliser une couverture des zones les plus intéressantes sur le plan écologique, essentiellement dans la perspective d’améliorer la connaissance du patrimoine naturel national et de fournir aux différents décideurs un outil d’aide à la prise en compte de l’environnement dans l’aménagement du territoire.
Le territoire communal comprend une ZNIEFF de type 1 : la Haute Lys et ses végétations alluviales en amont de Thérouanne. D'une altitude variant de 38 à 153 mètres et d'une superficie de 1 053 ha, ce site correspond au fond de vallée et à quelques versants, depuis les sources jusqu’à la commune de Thérouanne.
et une ZNIEFF de type 2 : la haute vallée de la Lys et ses versants en amont de Thérouanne. L’entité paysagère de la haute vallée de la Lys et ses versants s’étire sur une vingtaine de kilomètres du Nord au Sud pour moins de dix d’Est en Ouest dans le Haut Artois.

Carte des ZNIEFF de type 1 et 2 sur la commune
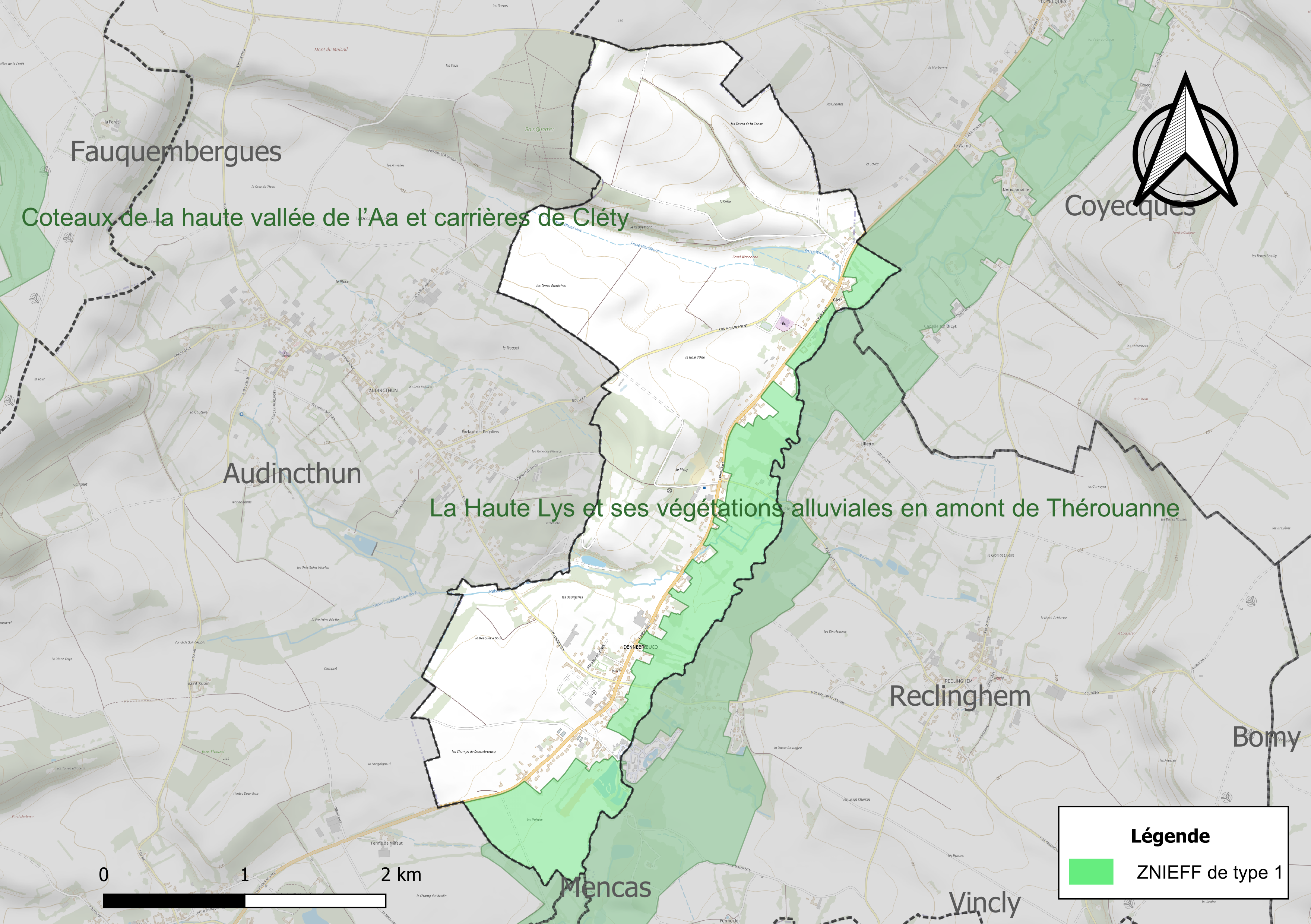
Carte de la ZNIEFF de type 1 sur la commune.
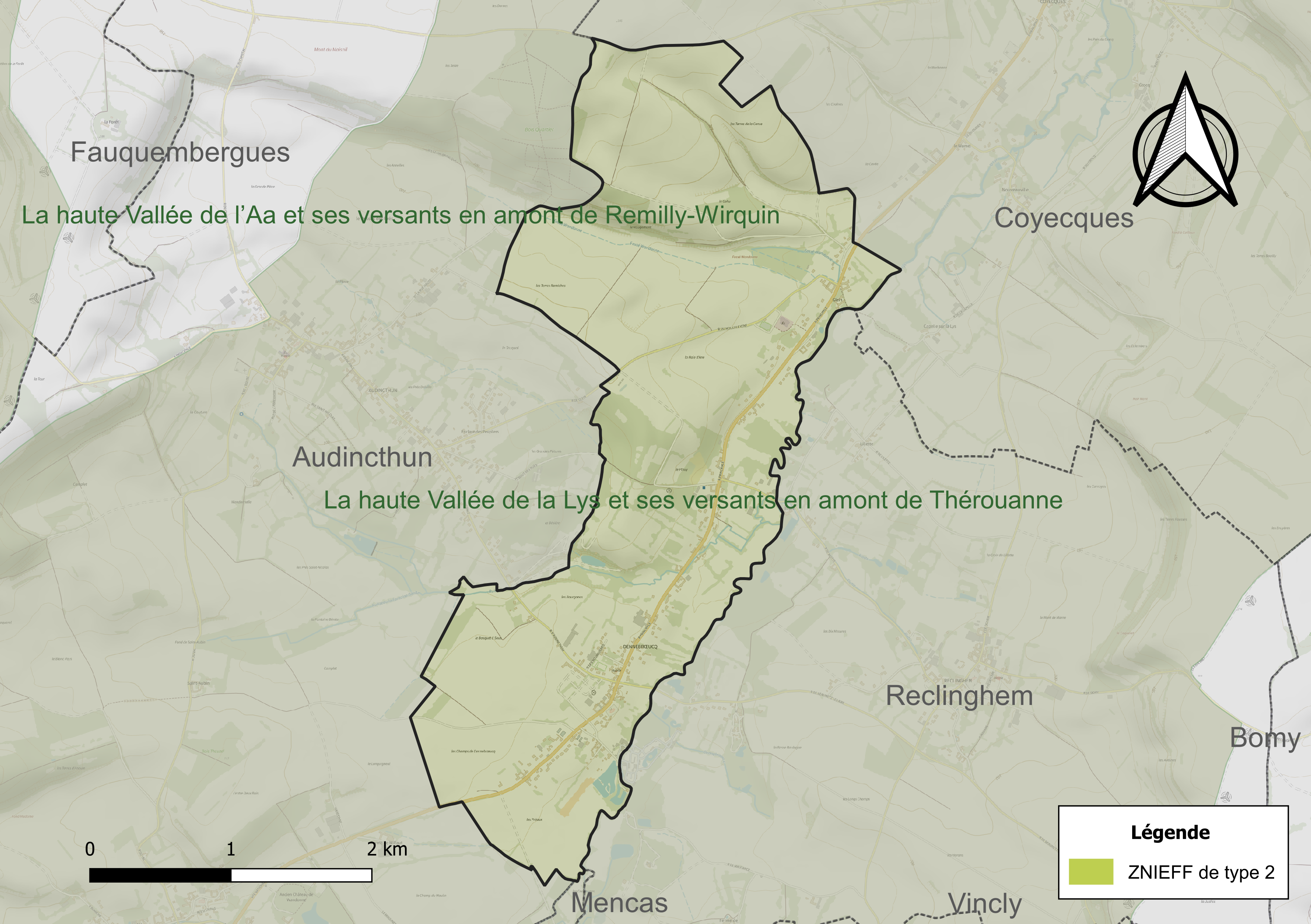
Carte de la ZNIEFF de type 2 sur la commune.

## Urbanisme

### Typologie
Au 1er janvier 2024, Dennebrœucq est catégorisée commune rurale à habitat dispersé, selon la nouvelle grille communale de densité à sept niveaux définie par l'Insee en 2022.
Elle est située hors unité urbaine. Par ailleurs la commune fait partie de l'aire d'attraction de Saint-Omer, dont elle est une commune de la couronne,. Cette aire, qui regroupe 79 communes, est catégorisée dans les aires de 50 000 à moins de 200 000 habitants,.

### Occupation des sols
L'occupation des sols de la commune, telle qu'elle ressort de la base de données européenne d’occupation biophysique des sols Corine Land Cover (CLC), est marquée par l'importance des territoires agricoles (87,4 % en 2018), en diminution par rapport à 1990 (90,5 %). La répartition détaillée en 2018 est la suivante : 
terres arables (58 %), prairies (24,3 %), zones urbanisées (12,4 %), zones agricoles hétérogènes (5,1 %), forêts (0,2 %). L'évolution de l’occupation des sols de la commune et de ses infrastructures peut être observée sur les différentes représentations cartographiques du territoire : la carte de Cassini (XVIIIe siècle), la carte d'état-major (1820-1866) et les cartes ou photos aériennes de l'IGN pour la période actuelle (1950 à aujourd'hui).

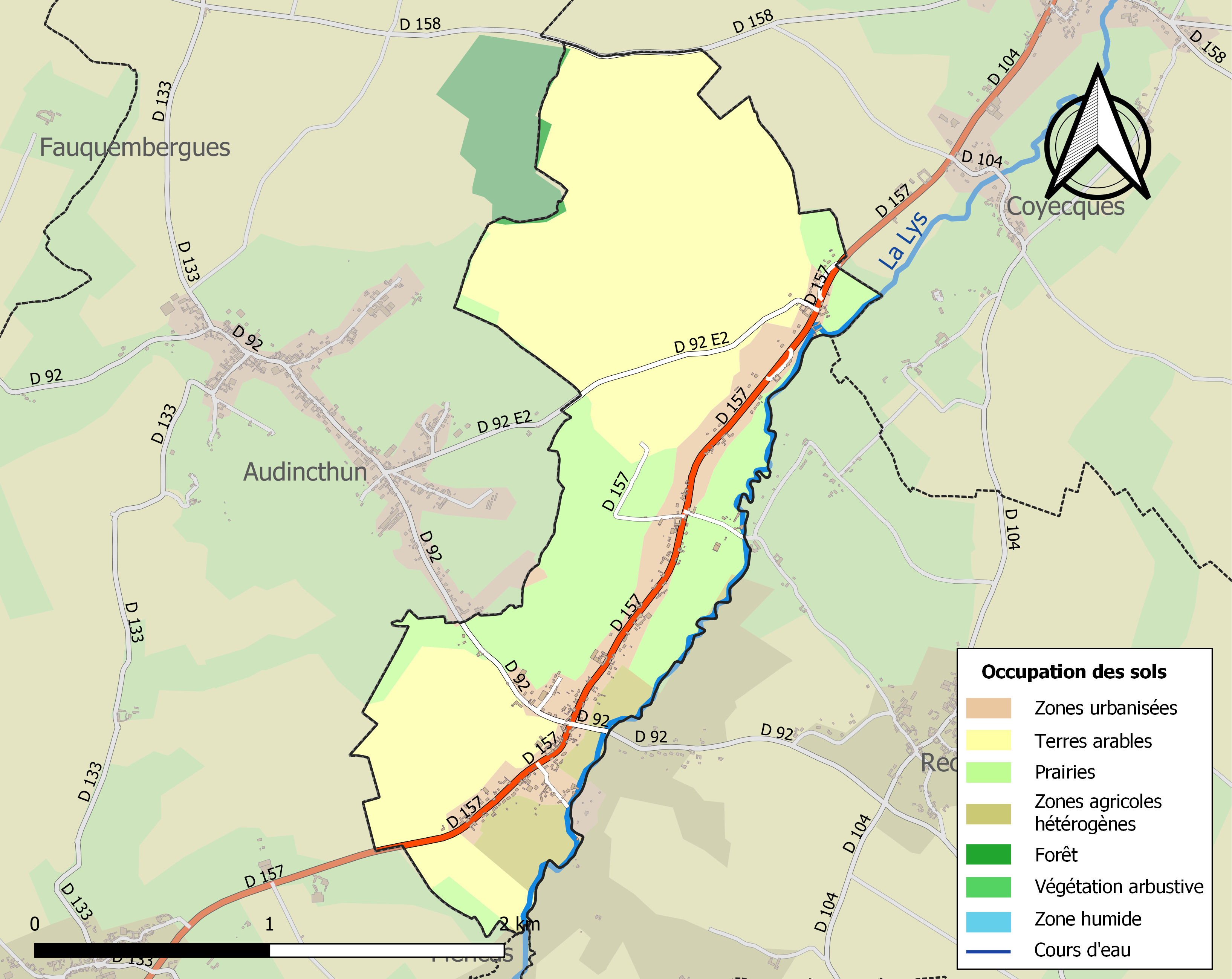
Carte des infrastructures et de l'occupation des sols de la commune en 2018 (CLC).

### Voies de communication et transports

#### Voies de communication
La commune est desservie par les routes départementales D 92, D 92 E2 et la D 157.

#### Transport ferroviaire
La commune se trouve à 27 km, au sud-ouest, de la gare de Saint-Omer, située sur les lignes de Lille aux Fontinettes et de Saint-Omer à Hesdigneul, desservie par des trains TER Hauts-de-France.
La commune était située sur la ligne de chemin de fer Aire-sur-la-Lys - Berck-Plage, une ancienne ligne de chemin de fer qui reliait dans le département du Pas de Calais, entre 1893 et 1955, Aire-sur-la-Lys à Berck.

## Toponymie
Le nom de la localité est attesté sous les formes : Denebroc en 1173, Denebruec ou Denebruck de 1198 à 1208, Danebruek en 1251, Danebruech au XVe siècle, Dambreucq en 1545, Denbrœucq en 1559, Dane-breuq en 1739 et Dennebrœucq depuis 1793.
Ernest Nègre donne comme origine toponymique le germanique dani « vallée », suivi du flamand broek « marais » : le « marais dans la vallée (de la Lys) », cependant il n’existe aucun germanique *dani ayant ce sens, mais dal(a) « vallée » (vieux bas francique *dal; vieux néerlandais dal; vieux saxon dal). Dans ce cas, il faut sans doute présupposer que le [l] de Dal- soit passé à [n] : Dan(n)-, puis Denn-, comme cela arrive parfois. C'est sans doute la raison pour laquelle Albert Dauzat avait en son temps analysé Dennebrœucq comme reposant effectivement sur le flamand breuc (sic) « marais » précédé d'un élément Denne- obscur.
La commune porte le nom de Denebroek en flamand et Dinbreu en picard.

## Politique et administration

### Découpage territorial
La commune se trouve dans l'arrondissement de Saint-Omer du département du Pas-de-Calais, depuis 1801.

#### Commune et intercommunalités
La commune est membre de la communauté d'agglomération du Pays de Saint-Omer.

#### Circonscriptions administratives
La commune est rattachée au canton de Fruges. Avant le redécoupage cantonal de 2014, elle était, depuis 1801, rattachée au canton de Fauquembergues.

#### Circonscriptions électorales
Pour l'élection des députés, la commune fait partie de la sixième circonscription du Pas-de-Calais.

### Élections municipales et communautaires

#### Liste des maires
| Période                                  | Période                       | Identité           | Étiquette | Qualité                                           |
| ---------------------------------------- | ----------------------------- | ------------------ | --------- | ------------------------------------------------- |
| Les données manquantes sont à compléter. |                               |                    |           |                                                   |
| 1965                                     | mars 2001                     | Henri Gallet       | SFIO-PS   |                                                   |
| mars 2001                                | 2008                          | Marcel Lapouille   |           |                                                   |
| mars 2008                                | En cours (au 11 février 2022) | Christian Crunelle |           | Chef d'entreprise Réélu pour le mandat 2020-2026, |

## Équipements et services publics

### Enseignement
La commune est située dans l'académie de Lille et dépend, pour les vacances scolaires, de la zone B.
La commune administre, en regroupement pédagogique intercommunal concentré (RPC), une école primaire.

### Justice, sécurité, secours et défense
La commune dépend du tribunal judiciaire de Saint-Omer, du conseil de prud'hommes de Saint-Omer, de la cour d'appel de Douai, du tribunal de commerce de Boulogne-sur-Mer, du tribunal administratif de Lille, de la cour administrative d'appel de Douai, du pôle nationalité du tribunal judiciaire de Boulogne-sur-Mer et du tribunal pour enfants de Saint-Omer.

## Population et société

### Démographie
Les habitants sont appelés les Dennebrœucquois.

#### Évolution démographique
L'évolution du nombre d'habitants est connue à travers les recensements de la population effectués dans la commune depuis 1793. Pour les communes de moins de 10 000 habitants, une enquête de recensement portant sur toute la population est réalisée tous les cinq ans, les populations de référence des années intermédiaires étant quant à elles estimées par interpolation ou extrapolation. Pour la commune, le premier recensement exhaustif entrant dans le cadre du nouveau dispositif a été réalisé en 2007.

En 2022, la commune comptait 394 habitants, en évolution de +2,34 % par rapport à 2016 (Pas-de-Calais : −0,72 %, France hors Mayotte : +2,11 %).
| 1793 | 1800 | 1806 | 1821 | 1831 | 1836 | 1841 | 1846 | 1851 |
| ---- | ---- | ---- | ---- | ---- | ---- | ---- | ---- | ---- |
| 341  | 360  | 353  | 384  | 414  | 433  | 441  | 432  | 449  |

| 1856 | 1861 | 1866 | 1872 | 1876 | 1881 | 1886 | 1891 | 1896 |
| ---- | ---- | ---- | ---- | ---- | ---- | ---- | ---- | ---- |
| 428  | 443  | 452  | 429  | 416  | 391  | 384  | 383  | 426  |

| 1901 | 1906 | 1911 | 1921 | 1926 | 1931 | 1936 | 1946 | 1954 |
| ---- | ---- | ---- | ---- | ---- | ---- | ---- | ---- | ---- |
| 435  | 403  | 357  | 339  | 307  | 295  | 287  | 276  | 301  |

| 1962 | 1968 | 1975 | 1982 | 1990 | 1999 | 2006 | 2007 | 2012 |
| ---- | ---- | ---- | ---- | ---- | ---- | ---- | ---- | ---- |
| 295  | 279  | 257  | 269  | 310  | 314  | 350  | 356  | 369  |

| 2017 | 2022 | - | - | - | - | - | - | - |
| ---- | ---- | - | - | - | - | - | - | - |
| 389  | 394  | - | - | - | - | - | - | - |

#### Pyramide des âges
En 2018, le taux de personnes d'un âge inférieur à 30 ans s'élève à 37,0 %, soit au-dessus de la moyenne départementale (36,7 %). À l'inverse, le taux de personnes d'âge supérieur à 60 ans est de 23,5 % la même année, alors qu'il est de 24,9 % au niveau départemental.
En 2018, la commune comptait 197 hommes pour 194 femmes, soit un taux de 50,38 % d'hommes, légèrement supérieur au taux départemental (48,5 %).
Les pyramides des âges de la commune et du département s'établissent comme suit.
| Hommes | Classe d’âge | Femmes |
| ------ | ------------ | ------ |
| 0,5    | 90 ou +      | 1,5    |
| 6,1    | 75-89 ans    | 11,3   |
| 14,2   | 60-74 ans    | 13,4   |
| 21,3   | 45-59 ans    | 19,6   |
| 19,9   | 30-44 ans    | 18,2   |
| 13,8   | 15-29 ans    | 16,7   |
| 24,2   | 0-14 ans     | 19,3   |

| Hommes | Classe d’âge | Femmes |
| ------ | ------------ | ------ |
| 0,5    | 90 ou +      | 1,6    |
| 5,6    | 75-89 ans    | 8,9    |
| 16,7   | 60-74 ans    | 18,1   |
| 20,2   | 45-59 ans    | 19,2   |
| 18,9   | 30-44 ans    | 18,1   |
| 18,2   | 15-29 ans    | 16,2   |
| 19,9   | 0-14 ans     | 17,9   |

### Sports et loisirs

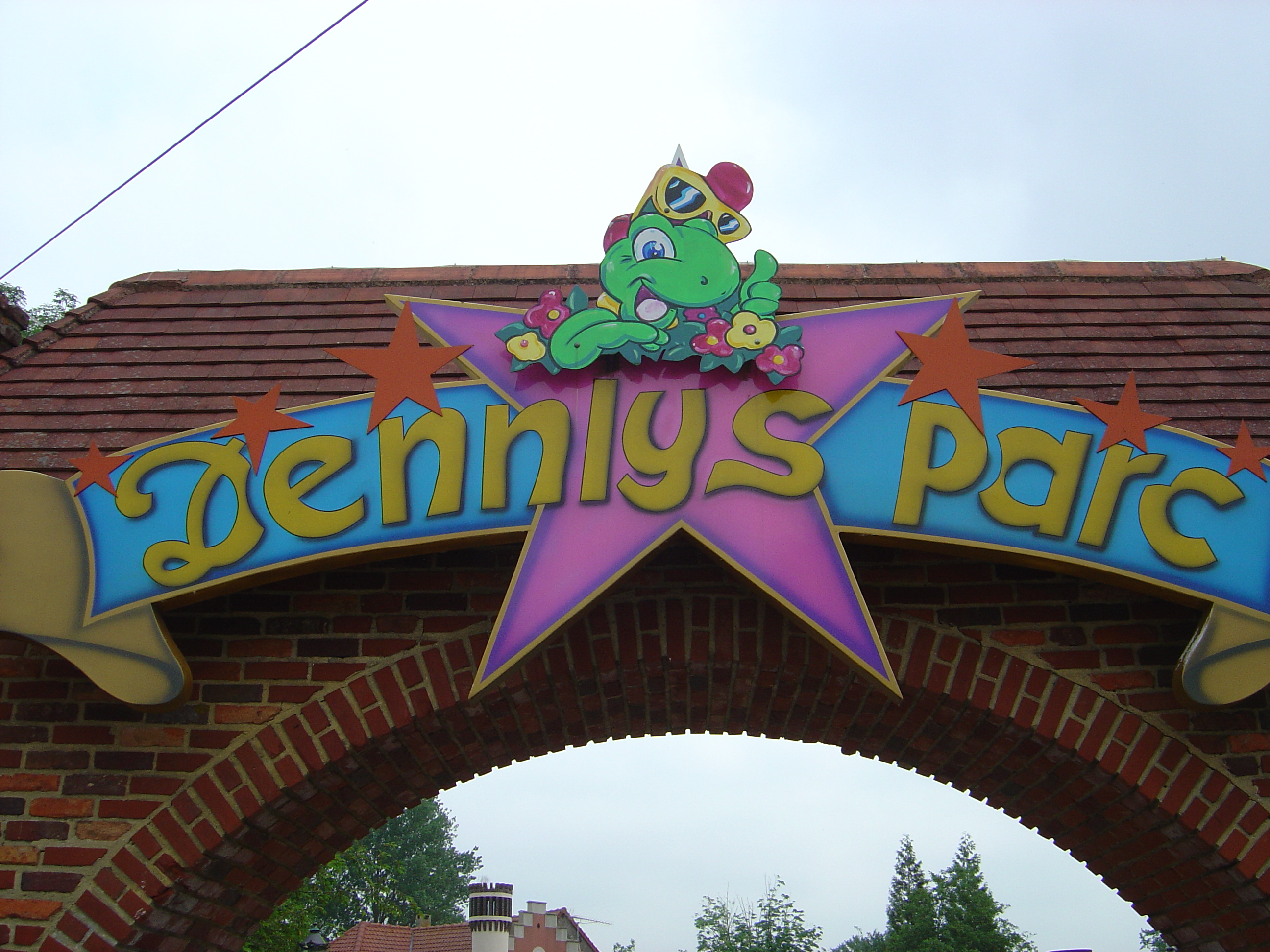
Le parc d'attractions.

Sur le territoire de la commune, se trouve le parc d'attractions Dennlys Parc, ouvert depuis 1983, comprenant 29 attractions dont trois montagnes russes et trois attractions aquatiques. Ce parc a attiré 280 000 visiteurs en 2022.

## Culture locale et patrimoine

### Lieux et monuments
- L'église Saint-Léger.
- Le monument aux morts surmonté d'une croix latine[43].

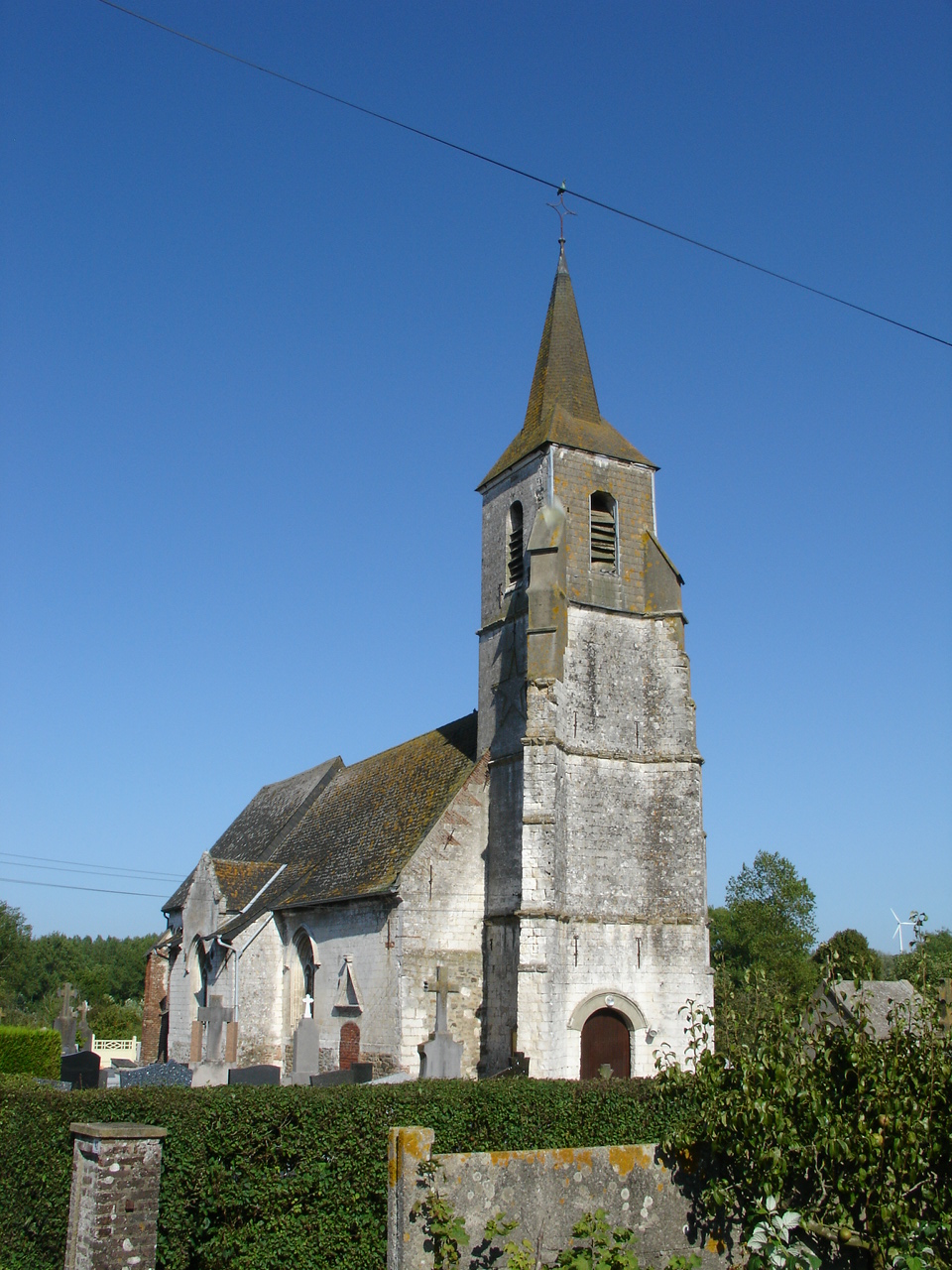
L'église Saint-Léger.

### Personnalités liées à la commune
- Henri Gallet (1921-2009), homme politique, né et mort dans la commune.

### Héraldique
| Blason de Dennebrœucq | Blason  | D'argent à trois chevrons de gueules, au comble ondé d'azur. |
| Blason de Dennebrœucq | Détails | Les chevrons sont repris des armes de la famille de Croeser (voir Audincthun), auxquels fut ajouté le comble ondé, symbolisant la Lys et ses marais. Le statut officiel du blason reste à déterminer. |

## Pour approfondir